# Het glas wijn

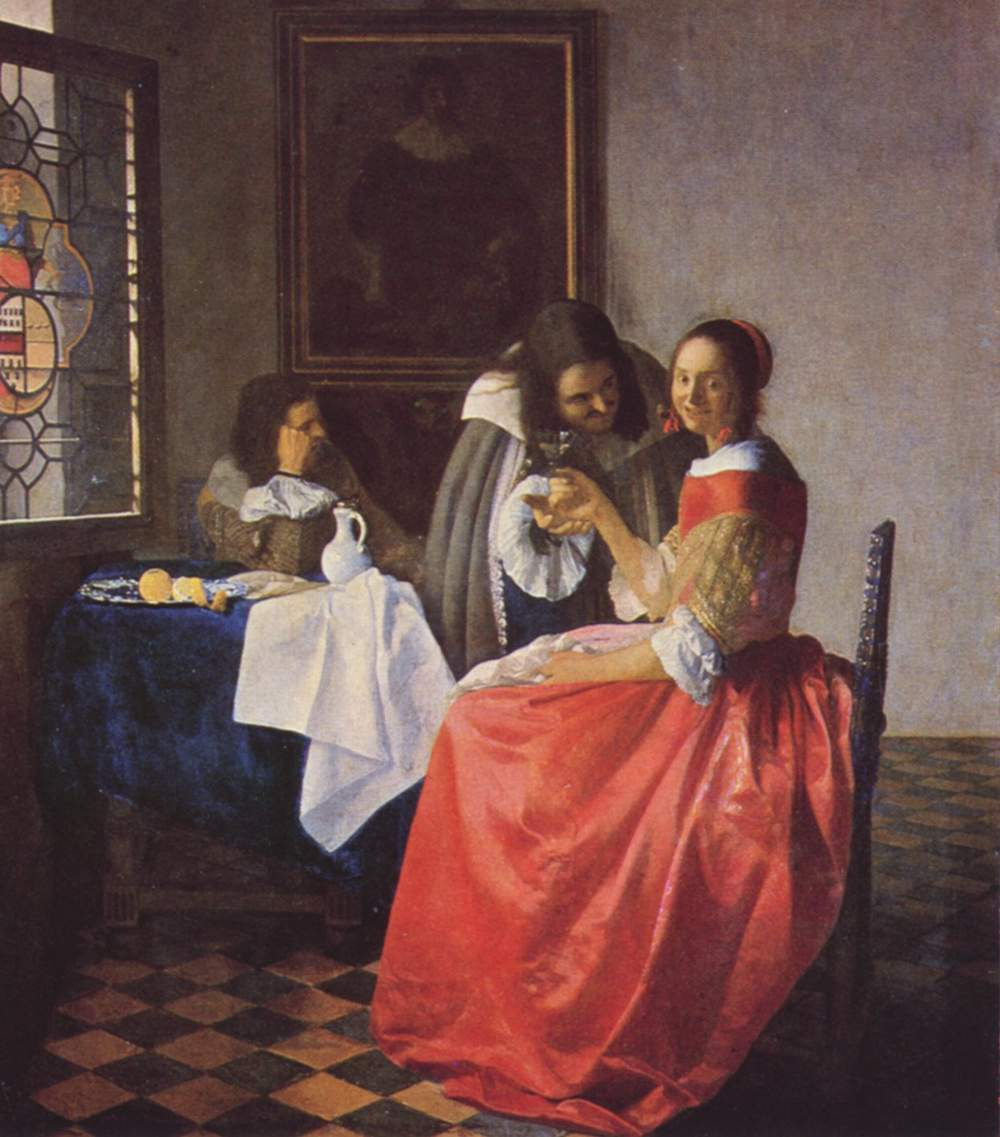
Dame en twee heren, ca. 1659–1660.

Het glas wijn is een schilderij van de Hollandse meester Johannes Vermeer (1632-1675). Het werd omstreeks 1660 voltooid. Het doek toont een dame die een glas wijn drinkt en een heer die gereed staat om bij te schenken.
Het glas wijn wordt ook Vrouw met drinkglas en Drinkende dame met een heer genoemd, maar geen van die namen is eenduidig. De Dame en twee heren, dat ongeveer een jaar later is geschilderd, heet soms ook Het meisje met het wijnglas.

## Voorstelling
Gezeten aan een tafel in een huiskamer drinkt een jongedame de laatste slok van een glas wijn, dat zij naar de destijds gangbare etiquette vasthoudt bij de voet. Zij is gekleed in een kostbare jurk, wat erop duidt dat ze onalledaags bezoek ontvangt. Deze nauwsluitende tabbaard was op de rug geregen en werd gedragen bij formele gelegenheden. De heer draagt een mantel en een hoed, alsof hij zojuist is gearriveerd of op het punt van vertrek staat. Dat hij niet thuis is, blijkt ook uit zijn onderzoekende houding. Hij houdt discrete afstand tot zijn gastvrouw, maar weinig meer dan dat, en hij kijkt haar zonder gêne aan terwijl zij drinkt.
De dame en heer zijn niet van adel, maar behoren tot de hogere middenklasse. Op de vloer liggen de Hollandse tegels van een comfortabele woning, geen houten planken (die tijdens koude winters ook wel in betere kringen gewaardeerd werden) maar ook niet het marmer dat op latere schilderijen is te zien. Het meubilair, de vergulde schilderijlijst en het Perzisch tapijt wijzen ook op een zekere welstand.
Op de Spaanse stoel, die met zijn exquise beeldhouwwerk als repoussoir op de voorgrond de toon zet, ligt een citer. Het scheef liggende stoelkussen en de opengeslagen bladmuziek op tafel suggereren dat de man eerder een liefdeslied ten gehore heeft gebracht. De geëmailleerde tinnen wijnkan in het middelpunt die hij ter hand neemt, staat ook strategisch opgesteld in De muziekles, het Slapend meisje en de Dame en twee heren. Achter hem, in het verdwijnpunt van het perspectief, hangt een schilderij van een arcadisch boslandschap, minutieus uitgevoerd in een stijl die doet denken aan Allaert van Everdingen. De tijdgenoot kan dit hebben begrepen als een verwijzing naar de amoureuze intenties van het heerschap.
Het vensterglas van glas in lood bevat een alliantiewapen, dat is geïdentificeerd als het wapenschild van Janetge Jacobsdr. de Vogel (overl. 1604), echtgenote van Moses van Nederveen (1566-1624), die niet ver van Vermeer aan de Oude Delft woonde, maar acht jaar voor zijn geboorte was overleden. Haar man was de stichter van een buskruitfabriek aan de Delftse Buitenwatersloot die tot het midden van de achttiende eeuw heeft bestaan. Het geportretteerde meisje kan haar kleindochter zijn geweest.
Als schildhouder van het wapenschild fungeert een vrouwenfiguur die in 1978 door Rudiger Klessmann is geduid als een allegorische voorstelling van Temperantia, of Matiging, een van de kardinale deugden. Volgens Klessmann draagt de zinnebeeldige vrouwenfiguur een tuig dat zelfbeheersing symboliseert. Ze kijkt strak in de richting van het aanlokkelijke landschap. Die interpretatie is door Gregor Weber afgewezen. Hij interpreteerde de gebogen draden in de hand van de vrouw enkel als linten, gebruikt als ornament. Een andere duiding werd in 2019 gesuggereerd door Zuidervaart, die de deugd ziet als een representatie van Prudentia, of voorzichtigheid, hetgeen goed past bij de veronderstelling dat de opdrachtgever een buskruitfabrikant zou zijn geweest.
Behalve een wijn drinkende dame in mannelijk gezelschap komt deze deugd met het identieke alliantiewapen ook terug op de Dame en twee heren.

## Betekenis
Met zijn illustratie van een tafereel uit de belevingswereld van de ontwikkelde burgerij is Het glas wijn een typisch genrestuk. Het doek wordt gezien als een van de eerste Vermeers met een eigen herkenbare, volwassen stijl. De invloed van Pieter de Hooch en Gerard ter Borgh blijft zichtbaar, maar Vermeer geeft hier blijk van een onafhankelijke vormentaal en individuele verbeeldingskracht. Vermoedelijk een jaar eerder schilderde De Hooch een eenvoudiger gezelschap met een drinkende vrouw op een binnenplaats, dat tot inspiratie voor Het glas wijn kan hebben gediend. Zowel door zijn onderwerpkeuze als in zijn technische precisie laat Vermeer zien dat hij de lagere burgerklasse is ontstegen. Sommige kunsthistorici menen hierom dat Vermeer meer invloed had op zijn iets oudere tijdgenoten dan andersom.

## Eigendom
Volgens de Vermeerkenner Walter Liedtke werd het schilderij mogelijk van Vermeer gekocht door zijn voornaamste opdrachtgever Pieter van Ruijven, die een voorkeur had voor modieuze thema's, zoals moderne omgangsvormen. In 2019 werd een theorie ontvouwd die als opdrachtgevers een rijk Delfts echtpaar aanwijst, te weten de buskruitfabrikant Abraham Salomonsz. van der Heul (ca. 1600-1666) en zijn vrouw Katrina van Nederveen (1599-1668). Volgens deze hypothese zou het schilderij, net als Dame en twee heren, gemaakt zijn ter gelegenheid van het huwelijk van twee erfgenamen van dit familiebedrijf.
De eerste vermelding van het schilderij dateert van de veiling van de kunstcollectie van Jan van Loon op 18 juli 1736 in Delft, waar het 52 gulden opbracht. In 1774 werd het gekocht door bankier John Hope (1737-1784) uit Amsterdam voor duizend gulden. Na zijn overlijden kwam het in handen van zijn weduwe Philippina Barbara Hope-van der Hoeven (1738-1789). Daarna werd het eigendom van hun zonen Thomas (1769-1831), Adrian Elisa (1772-1834) en Henry Philip Hope (1774-1839). Vanaf 1794 bevond het schilderij zich in Londen in bezit van John Hopes kleinzoon Henry Thomas Hope, die in 1862 overleed te Deepdene in Surrey. Nadat zijn twee broers overleden waren, was het vanaf circa 1835 in bezit van sir Henry Thomas Hope (1808-1862), de enige neef van de vorige en die eveneens in Londen woonde. Zijn weduwe Anne Adèle Hope-Bichat erfde vervolgens het schilderij. Zij overleed in 1884. Francis Pelham-Clinton-Hope (1866-1941), de 8e hertog van Newcastle-under-Lyme, verkocht het doek in 1898 aan de kunsthandel van Colnaghi en Asher Wertheimer in Londen, die daarvoor steun zocht bij zijn geïnteresseerde klant de verenigde Staatliche Museen zu Berlin. In 1901 kon de vereniging de gevraagde 165.000 mark opbrengen en verhuisde het schilderij naar het Kaiser-Friedrich-Museum in Berlijn. Twee jaar later kreeg Vermeers Das Glas Wein een vaste plaats in de Gemäldegalerie.

## Tentoonstellingen
Van mei tot september 2000 werd Het glas wijn in ruil voor de Brieflezende vrouw in het blauw uitgeleend aan het Amsterdamse Rijksmuseum voor een tentoonstelling over de Gouden Eeuw.
Diana en haar nimfen · Christus in het huis van Martha en Maria · De koppelaarster · Slapend meisje · Brieflezend meisje bij het venster · Het straatje · De soldaat en het lachende meisje · Het melkmeisje · Het glas wijn · Dame en twee heren · Onderbreking van de muziek · Gezicht op Delft · De muziekles · Brieflezende vrouw in het blauw · Vrouw met weegschaal · Vrouw met waterkan · De luitspeelster · Vrouw met parelsnoer · Schrijvende vrouw in het geel · Meisje met de rode hoed · Meisje met de parel · Het concert · Allegorie op de schilderkunst · Meisjeskopje · Dame en dienstbode · De astronoom · De geograaf · De kantwerkster · De liefdesbrief · De gitaarspeelster · Schrijvende vrouw met dienstbode · Allegorie op het geloof · Staande virginaalspeelster · Zittende virginaalspeelster
Omstreden toeschrijvingen: Sint Praxedis · Zittende vrouw aan het virginaal · Meisje met de fluit